# Пам'ятки історії Гощанського району
У Гощанському районі Рівненської області нараховується 71 пам'ятка історії.
| №  | Назва                                                                                          | Адреса                          |
| -- | ---------------------------------------------------------------------------------------------- | ------------------------------- |
| 1  | Пам'ятник воїнам-односельчанам                                                                 | с. Андрусіїв                    |
| 2  | Братська могила жертв фашизму                                                                  | с. Бабин                        |
| 3  | Братська могила воїнів радянської армії                                                        | с. Бабин                        |
| 4  | Пам'ятник воїнам-односельчанам                                                                 | с. Бабин                        |
| 5  | Пам'ятник воїнам-односельчанам                                                                 | с. Бочаниця                     |
| 6  | Братська могила воїнів радянської армії                                                        | с. Бугрин                       |
| 7  | Пам'ятник воїнам-односельчанам                                                                 | с. Бугрин                       |
| 8  | Пам'ятник воїнам-односельчанам                                                                 | с. Вільгір                      |
| 9  | Пам'ятник воїнам-односельчанам                                                                 | с. Витків                       |
| 10 | Пам'ятник воїнам-односельчанам                                                                 | с. Вовкошів                     |
| 11 | Братська могила жертв УБН                                                                      | с. Воскодави                    |
| 12 | Могила невідомого солдата                                                                      | с. Воскодави                    |
| 13 | Пам'ятник воїнам-односельчанам                                                                 | с. Воскодави                    |
| 14 | Могила невідомого солдата                                                                      | с. Горбаків                     |
| 15 | Пам'ятник воїнам-односельчанам                                                                 | с. Горбаків                     |
| 16 | Пам'ятник воїнам-односельчанам                                                                 | с. Горбів                       |
| 17 | Пам'ятник борцям за встановлення Радянської влади на західноукраїнських землях                 | с-ще Гоща, вул. Калініна, 35    |
| 18 | Братська могила воїнів радянської армії                                                        | с-ще Гоща, вул. Калініна, 19    |
| 19 | Братська могила партійно-радянського активу — жертв УБН                                        | с-ще Гоща, парк                 |
| 20 | Могила комсомолки Карпюк А. Я.                                                                 | с-ще Гоща, вул. Чапаєва         |
| 21 | Пам'ятник воїнам-односельчанам                                                                 | с-ще Гоща, площа Радянська      |
| 22 | Пам'ятник воїнам-односельчанам                                                                 | с. Дмитрівка                    |
| 23 | Братська могила воїнів радянської армії                                                        | с. Дорогобуж                    |
| 24 | Пам'ятник воїнам-односельчанам                                                                 | с. Дроздів                      |
| 25 | Пам'ятник воїнам-односельчанам                                                                 | с. Дуліби                       |
| 26 | Братська могила жертв фашизму                                                                  | с. Жаврів                       |
| 27 | Пам'ятник воїнам-односельчанам                                                                 | с. Жаврів                       |
| 28 | Пам'ятник воїнам-односельчанам                                                                 | с. Колесники                    |
| 29 | Пам'ятник воїнам-односельчанам                                                                 | с. Красносілля                  |
| 30 | Пам'ятник воїнам-односельчанам                                                                 | с. Кринички                     |
| 31 | Пам'ятний знак на місці маївки 1937 року                                                       | с. Курозвани                    |
| 32 | Пам'ятник воїнам-односельчанам                                                                 | с. Курозвани                    |
| 33 | Пам'ятник воїнам-односельчанам                                                                 | с. Липки                        |
| 34 | Пам'ятник воїнам-односельчанам                                                                 | с. Майків                       |
| 35 | Пам'ятник воїнам-односельчанам                                                                 | с. Малинівка                    |
| 36 | Пам'ятник першим комсомольцям — жертвам УБН                                                    | с. Малятин                      |
| 37 | Пам'ятник воїнам-односельчанам                                                                 | с. Малятин                      |
| 38 | Могила льотчика-винищувача лейтенанта Дятлова А. Н. та пам'ятний знак на честь воїнів-земляків | с. Матіївка                     |
| 39 | Пам'ятник воїнам-односельчанам                                                                 | с. Микулин                      |
| 40 | Пам'ятник воїнам-односельчанам                                                                 | с. Новоставці                   |
| 41 | Пам'ятник воїнам-односельчанам                                                                 | с. Пашуки                       |
| 42 | Пам'ятник воїнам-односельчанам                                                                 | с. Подоляни                     |
| 43 | Пам'ятник воїнам-односельчанам                                                                 | с. Посягва                      |
| 44 | Братська могила жертв фашизму                                                                  | с. Пустомити                    |
| 45 | Братська могила жертв фашизму                                                                  | с. Річиця                       |
| 46 | Братська могила жертв УБН                                                                      | с. Річиця                       |
| 47 | Пам'ятник воїнам-односельчанам                                                                 | с. Річиця                       |
| 48 | Пам'ятник воїнам-односельчанам                                                                 | с. Рясники                      |
| 49 | Пам'ятник воїнам-односельчанам                                                                 | с. Садове                       |
| 50 | Могила Н. М. Калюха                                                                            | с. Садове                       |
| 51 | Пам'ятник воїнам-односельчанам                                                                 | с. Садове                       |
| 52 | Могила К. П. Дегтярьова (радянського воїна)                                                    | с. Симонів                      |
| 53 | Могила М. К. Винокура                                                                          | с. Симонів                      |
| 54 | Пам'ятник воїнам-визволителям                                                                  | с. Симонів                      |
| 55 | Пам'ятник воїнам-односельчанам                                                                 | с. Синів                        |
| 56 | Пам'ятник воїнам-односельчанам                                                                 | с. Терентіїв                    |
| 57 | Братська могила воїнів радянської армії                                                        | с. Тучин                        |
| 58 | Братська могила партійно-радянського активу — жертв УБН                                        | с. Тучин                        |
| 59 | Пам'ятник воїнам-односельчанам                                                                 | с. Угольці                      |
| 60 | Пам'ятник воїнам-односельчанам                                                                 | с. Федорівка                    |
| 61 | Пам'ятник воїнам-односельчанам                                                                 | с. Франівка                     |
| 62 | Пам'ятник воїнам-односельчанам                                                                 | с. Чудниця                      |
| 63 | Пам'ятник воїнам-односельчанам                                                                 | с. Дорогобуж                    |
| 64 | Могила Героя Радянського Союзу Т. Ф. Новака                                                    | с-ще Гоща, громадське кладовище |
| 65 | Пам'ятник воїнам-землякам                                                                      | с. Томахів                      |
| 66 | Пам'ятник воїнам-землякам                                                                      | с. Мнишин                       |
| 67 | Місце спалено села та братська могила жертв фашизму                                            | с. Пашуки                       |
| 68 | Пам'ятний знак воїнам-односельчанам, які загинули на фронтах ВВВ 1941—1945 рр.                 | с. Іллін, вул. Млинівська       |
| 69 | Пам'ятний знак воїнам УПА                                                                      | с. Тучин, громадське кладовище  |
| 70 | Братські могили жертв фашизму                                                                  | с. Воскодави, кладовище         |
| 71 | Братська могила жителів села                                                                   | с. Русивель                     |